# Манитоба
Манитоба (MB; на английски и френски: Manitoba) е една от десетте провинции на Канада. Манитоба е с население от 1 278 365 жители (2016) и обща площ от 647 797 км². Уинипег е столицата, както и най-големият град на Манитоба. Манитоба се присъединява към Конфедерацията през 1870 г., а нейният главен град Уинипег става столица през 1873 г. Брайън Палистър е настоящият премиер на провинцията. Той ръководи мажоритарно прогресивно консервативно правителство.

## География
Манитоба граничи със Саскачеван на запад, с Онтарио на изток, с Нунавут и залива Хъдзън на север и с американските щати Северна Дакота и Минесота на юг. Манитоба е разделена на 3 физикогеографски региона – низината около Хъдсъновия залив на североизток, Канадският щит в централната част и Вътрешните равнини в югозападната част. Регионите се различават и по вида растителност. На юг, поради големите изпарения виреят ниски и високи треви формиращи прерията. На север, в централната част виреят смесени гори, които още по на север преминават във вечнозелените бореални гори. Тази дървесна растителност намалява прогресивно към Хъдсъновия залив и се заменя от блатиста тундра.

## Води
Манитоба се нарежда на трето място сред провинциите на Канада по запаси на сладка вода като езерата и реките заемат 101 590 км2 или една шеста от общата площ на провинцията. Най-големите езера са Уинипег (24 387 км2), Уинипегосис (5374 км2) и Манитоба (4624 км2). И трите езера са останки от древното езеро Агасиз, което е обхващало Южна централна Манитоба през последната ледникова епоха. Други сладководни езера с площ над 400 квадратни километра са Мус, Сидър, Айланд, Крос, Прейгрийн, Дофин, Грейнвил, Сипиуеск, Годс, Оксфорд и Саудърн Индиън.
Тъй като южна Манитоба е по-ниска от регионите на запад, изток и юг, в нея се стичат главните реки на западна Канада, а именно реките Саскачеван, Ред Ривър, Асинибойн и Уинипег. Езерата Уинипег, Манитоба и Уинипегосис събират водите на тези реки. На свой ред водата се оттича в залива Хъдсън чрез река Нелсън. Тези речни системи, заедно с Чърчил, Хейс и други реки са източници на хидроенергия. Днес езерото Уинипег е единственото използвано за търговски превози, но реките Хейс, Нелсън, Уинипег, Ред Ривър и Асинибойн са важни по време на търговията с кожи и ранните селища.

## Климат
Разположена в горните средни географски ширини и в централната част на континента, Манитоба има големи разлики в годишните температури – много студена зима и умерено топло лято. Студените и сухи арктически и морски полярни въздушни маси през зимата се променят през лятото в леко влажен морски тропически въздух. Почти две трети от валежите настъпват през шестте летни месеца, през останалата част от годината вали предимно сняг.
Пролетта настъпва първо в долината на Ред Ривър и се разпростира постепенно на север и на запад. Снеговалежите са най-тежки на изток и намаляват на запад. Около Уинипег средният годишен снеговалеж е 1260 мм годишно.

## Население, етнически състав и религия
От 921 686 през 1961 г. населението на Манитоба нараства до 1 208 268 през 2011 г. Населението е непропорционално разпределено между северната и южната част на провинцията. В северната част, която обхваща 79% от площта на провинцията живее само 7,3% от населението. Северните селища са ограничени до изолирани риболовни станции и минни градове, разпръснати резервати на Първите нации и Чърчил на брега на залива Хъдсън.
По-голямата част от населението на Манитоба (73%) идентифицират английския като майчин език, според преброяването от 2011 г. Други преобладаващи езици са немски (6%), френски (4%), тагалог (3%), крии (2%) и украински (1%).
Според Националното проучване на домакинствата за 2011 г. около 72% от населението на Манитоба е с европейски етнически произход. Манитоба също има относително голяма популация с исландски произход (около 3%). Тези от коренното население, включително членове на Първите нации, метиси и малък брой инуити, съставляват приблизително 17% от населението. В провинцията живеят и голям брой лица от филипински и китайски произход (5% и 2% съответно), съсредоточени предимно в Уинипег.
Населението на Манитоба е предимно християнско, макар че повече от една четвърт от населението не посочват религиозна принадлежност. Тези, които принадлежат към нехристиянските вероизповедания съставляват приблизително 5% от населението на провинцията.

## Градове
Когато Манитоба се присъединява към Конфедерацията само 4% от населението живее в градските центрове. Въпреки че постепенно става по-урбанизирано, населението на провинцията продължава да бъде преобладаващо селско до 1951 г. Към преброяването през 2016 г. 72% от населението на Манитоба е градско.
Уинипег (705 244), столицата на провинцията и най-големият град в Манитоба, в който живее 60% от населението.
Други големи градове са:
- Брандън (46 061)
- Стайнбек (15 829)
- Томсън (13 678)
- Портидж ла Прейри (13 304)
- Уинклър (12 591)
- Селкърк (10 278)
- Морден (8668)

Отделно от това в Манитоба има 307 индиански резервата и 7 селища на местното население. През 2012 г. има 140 975 регистрирани членове на Първите нации в Манитоба, от които 84 874 живеят в резерватите. Манитоба е на второ място по население в резерватите в Канада след Онтарио.
Със своите 310 км2, резерватът Уепускоу Оникап е най-големият, намиращ се в северната част, следван от резервата на Пегуис Първа нация със 145 км2 северно от Уинипег.
Повече от половината от хората, които живеят в резервати в Манитоба живеят в общности, които са недостъпни и изолирани, заради трудният достъп особено през зимата. През 2014 г.се съобщава, че качеството на живот в резерватите е най-ниският в Канада. Това ниско качество на живот се отразява в редица социални въпроси, включително стари жилища и повсеместна бедност. През 2016 г. е отчетено, че 25 процента от всички жилища в резерватите се нуждаят от ремонт, а над 76 на сто от децата живеят в бедност според проучване проведено от Канадския център за политическа алтернатива.
Проблемите на резерватите, както в Манитоба така и в цялата страна са пряк резултат от колониалните практики и продължаващата система на расизъм.